# École nationale supérieure de génie industriel
Die École nationale supérieure de génie industriel (ENSGI) ist eine französische Ingenieurhochschule, die 1990 gegründet wurde.
Die Hochschule bildet Ingenieure mit einem multidisziplinären Profil aus, die in allen Bereichen der Industrie und des Dienstleistungssektors arbeiten.
Die ENSGI befindet sich in Grenoble. Die Schule ist Mitglied der Grenoble INP.

## Berühmte Absolventen
- Tobias Gößling, ein deutscher Wirtschaftsethiker und Hochschullehrer